# Slobozia (Ciurea), Iași
Slobozia este un sat în comuna Ciurea din județul Iași, Moldova, România.

## Istoric
Slobozia este sat vechi, atestat documentar la sfârșitul secolului al XVI lea, evoluția sa fiind favorizată de un drum negustoresc ce trecea și lega Moldova de Sus cu Moldova de Jos.

## Monument istoric
- Biserica „Sfântul Ilie Tesviteanu”, construită în jur de 1827.